# Szakszervezetek Országos Tanácsa
A Szakszervezetek Országos Tanácsa (SZOT) a magyar ágazati és egyéb szakszervezeteket összefogó és irányító választott testület volt.

## Története
Elődje, a Szakszervezeti Tanács (1891) megszűnése után, az 1948-as kommunista hatalomátvétel után, 1948 októberében tartott X. szakszervezeti kongresszuson alakult meg. Előbb az MDP, majd az MSZMP állampártok vezetése alatt álló egységes szakszervezetet irányító testülete.
Megalakításával a kommunista párt valódi célja az volt, hogy a gyakorlatban megszüntesse a valódi ágazati és egyéb szakszervezeteket, a hagyományos szakszervezeti tevékenységet és az egységes szervezet révén teljesen befolyása alá vonja a szakszervezeti (szociáldemokrata) mozgalmat. Míg a szakszervezetek hagyományos szerepe a munkások, ill. a tagok valódi érdekvédelme, azok képviselete a munkaadói oldallal szemben, addig a SZOT fő célja és feladat abból állt, hogy – egyfajta áttételként – végrehajtassa az éppen folyó ötéves terveket, munkaversenyeket szervezzen, biztosítsa a kommunista párt által kitűzött célok és termelési eredmények elérését.
A SZOT központosított és hierarchizált struktúrában működött, ez a struktúra leképezte a kommunista párt felépítését. A SZOT egyik legfőbb irányítója Gáspár Sándor volt, aki 1952-től a rendszer bukásáig volt a Tanács főtitkára.
A SZOT központi orgánuma a Népszava volt, amely 1948-ig a magyarországi szociáldemokrata párt (SZDP) napilapjaként jelent meg.
A Szakszervezeti Világszövetség tagja volt.

## Megszűnése
A magyarországi rendszerváltozás során, 1989-ben Szakszervezetek Országos Koordinációs Tanácsa névre keresztelték át, majd 1990 márciusában létrejött a Magyar Szakszervezetek Országos Szövetsége (MSZOSZ). Ezzel a szakszervezetek irányításában végleg megszűnt a tanácsi rendszer.

## Lásd még
- SZOT-díj

## Külső hivatkozások
- A Szakszervezetek Központi Levéltára iratai, Politikatörténeti és Szakszervezeti Levéltár, XII. fondfőcsoport

- A Szakszervezetek Országos Tanácsa (SZOT) iratai, Politikatörténeti és Szakszervezeti Levéltár, SZKL 2. f.